# Krasnaja Ulka
Krasnaja Ulka (russisch Красная Улька, adygeisch Улэжъые Плъыжь) ist ein Dorf (chutor) in Südrussland. Es gehört zur Republik Adygeja und hat 399 Einwohner (Stand 2019). Im Ort gibt es 6 Straßen. Krasnaja Ulka liegt 28 Straßenkilometer nördlich von Tulski (dem Verwaltungszentrum des Bezirks). Wolny ist die nächstgelegene ländliche Ortschaft.